# Байрам
Байрам (от средноперсийското paδrām, на турски: bayram – празник) е част от тюркски наименования главно на религиозни, но и за някои светски празници.
Терминът се ползва в България за 2 мюсюлмански празника:
- Рамазан байрам (или Шекер байрам) и
- Курбан байрам.

Датите на мюсюлманските байрами са фиксирани по ислямския календар (наричан погрешно хиджра по събитието на отправната му начална дата). Те обаче не са постоянни в Григорианския календар, където всяка година се изместват с 11 дни по-рано, защото ислямската година като лунна има 354 (355) дни за разлика от григорианската (слънчева) година от 365 (366) дни.